# Desmiphora sarryi
Desmiphora sarryi là một loài bọ cánh cứng trong họ Cerambycidae.